# City of Durham
Pour les articles homonymes, voir Durham.

La circonscription dans le comté de Durham.

La circonscription de la Cité de Durham est une circonscription électorale anglaise située dans le comté de Durham et représentée à la Chambre des communes du Parlement britannique.